# Schnitzel

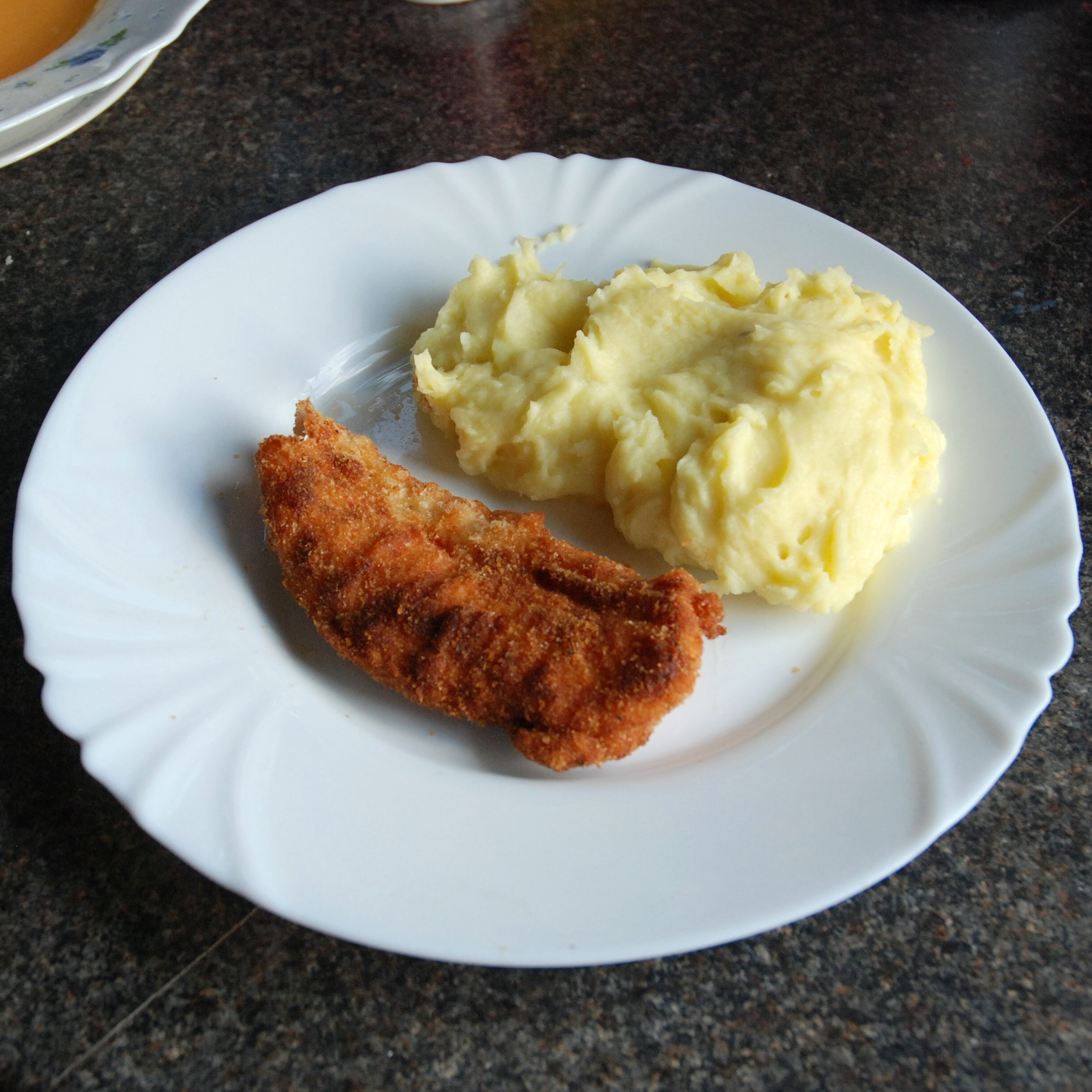
Gà Schnitzel và khoai tây nghiền

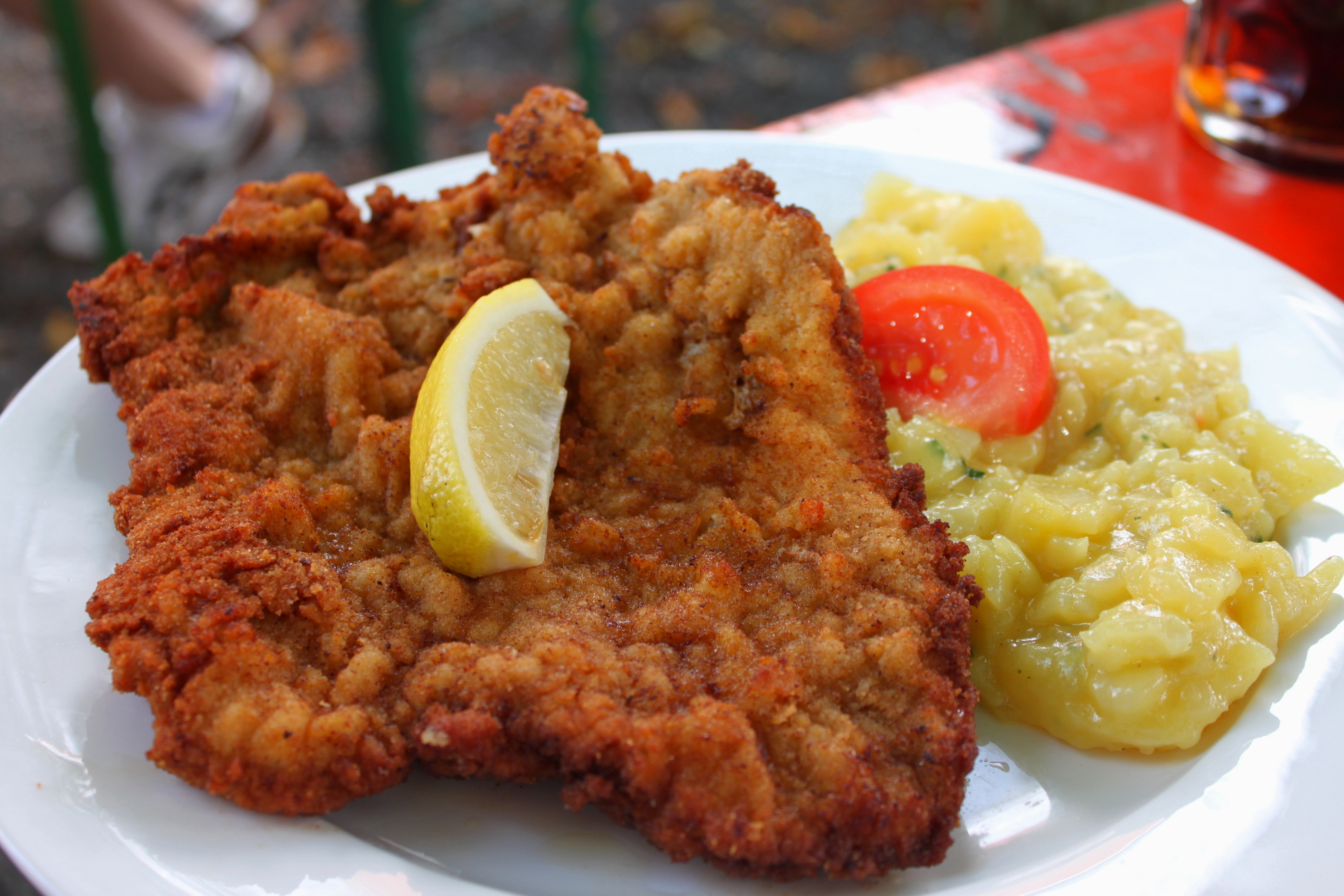
Schnitzel

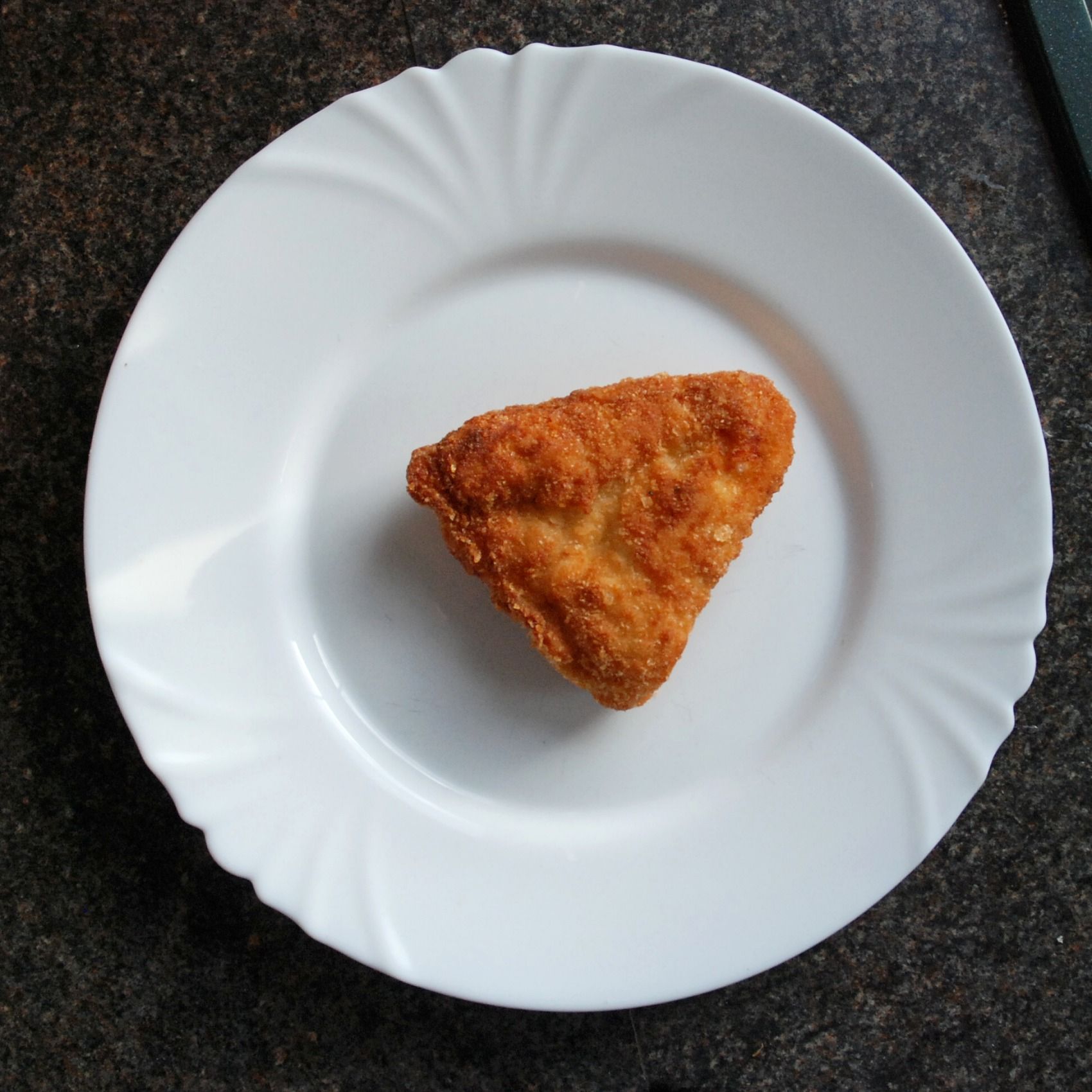
Gà Schnitzel

Schnitzel là một lát thịt mỏng chiên trong chất béo. Thịt thường được làm mỏng bằng cách giã nhỏ bằng máy làm mềm thịt. Thông thường nhất, các loại thịt được tẩm bột trước khi chiên. Schnitzel tẩm bột phổ biến ở nhiều nước và được làm bằng thịt bê, thịt lợn, thịt gà, thịt cừu, thịt bò hoặc thịt gà tây. Nó rất giống với món escalope của Pháp, tonkatsu của Nhật Bản và milanesa của Ý, Mexico, Uruguay, Paraguay, Argentina và Brazil.

## Từ nguyên học
Từ Schnitzel trong tiếng Đức, Snitzel trong tiếng Đức Trung kỳ Trung Cổ, là một từ nhỏ của Sniz 'lát'. Tên Wiener Schnitzel được chứng thực lần đầu tiên vào năm 1845.

## Wiener Schnitzel
Wiener Schnitzel là một món ăn nổi tiếng ở Vienna được làm từ thịt bê và được trang trí theo truyền thống với một lát chanh và salad khoai tây hoặc khoai tây với rau mùi tây và bơ.
Ở Áo và Đức, Wiener Schnitzel là một chỉ dẫn địa lý được bảo vệ và phải được làm bằng thịt bê. Khi các loại thịt khác được sử dụng, nó có thể được gọi là Wiener Schnitzel vom Schwein/Pute/Huhn (" Schnitzel thịt lợn / gà tây / gà kiểu Vienna") hoặc Schnitzel nach Wiener Art ("Schnitzel kiểu Vienna").

## Các loại Schnitzel trên thế giới
Thuật ngữ tiếng Anh schnitzel có nghĩa là nói chung tất cả các loại thịt tẩm bột chiên giòn. Do sự giống nhau giữa schnitzel và escalope, ở nhiều quốc gia được liệt kê dưới đây, đôi khi người ta gọi schnitzel là escalope và ngược lại.

### Australia
Schnitzel thịt bò (có thể là thịt bê) và thịt gà đều là những món ăn rất phổ biến ở Úc, đặc biệt là trong các quán rượu nơi chúng là một trong những bữa ăn phổ biến nhất. Schnitzel gà (ít hơn thịt bò) cũng được bán tại nhiều cửa hàng thức ăn nhanh.
Schnitzel ở Úc thường được phục vụ dưới dạng parmigiana, đó là một loại schnitzel đứng đầu với sốt cà chua Ý, phô mai và đôi khi là giăm bông.
Tại các quán rượu, schnitzel thường ăn kèm với khoai tây chiên (kiểu Pháp), salad, và đôi khi là thịt xông khói. Schnitzel thường và parmigiana đôi khi được biết đến bởi các tên thông tục "Schnitty", "Schnitter", "Parma" hoặc "Parmi".

### Áo
Wiener Schnitzel, một loại cốt lết rất mỏng, tẩm vụn bánh mì và áp chảo làm từ thịt bê là một trong những đặc sản nổi tiếng nhất của nền ẩm thực Vienna và là một trong những món ăn truyền thống của Áo.
Các biến thể chưa được phổ biến khác ở Áo là:
- Jägerschnitzel (schnitzel thợ săn) là một schnitzel với sốt nấm.
- Rahmschnitzel (schnitzel kem) là một loại schnitzel với sốt kem sữa, thường chứa một số nấm.
- Zigeunerschnitzel (schnitzel gypsy) là một schnitzel với nước sốt zigeuner có chứa cà chua, ớt chuông và hành tây.

### Bosnia và Herzegovina
Ở Bosnia và Herzegovina, món ăn được gọi là Bečka nicla hoặc Bečki Odrezak (Bečki = "kiểu Vienna"; nicla = phiên âm từ Schnitzel tiếng Đức) và được làm từ thịt bê hoặc thịt bò và thường được phục vụ với khoai tây nghiền. Trang trí phổ biến gồm một lát chanh hoặc một ít rau diếp.

### Brazil
Ở Brazil, các thức ăn như vậy được xem là milanesa (kiểu Milan) khá phổ biến, đặc biệt là ở khu vực phía Nam chịu ảnh hưởng châu Âu. Các loại thịt được lựa chọn là thịt bò hoặc thịt gà trong khi thịt bê và thịt lợn là tương đối hiếm.

### Bulgaria
Được gọi là шницел (shnitsel), nó được làm từ thịt bê xay, được hình thành như một loại patty mỏng, nêm muối và hạt tiêu đen, sau đó tẩm bột và chiên. Các món ăn thường được phục vụ với tùy chọn khoai tây nghiền hoặc nướng, khoai tây chiên hoặc đơn giản là một món salad cà chua. Nó phổ biến tại các điểm dừng xe tải và nó thường được gọi món à la carte kèm với một quả chanh, nhưng người ta cũng có thể tìm thấy nó trong các phần ăn đông lạnh trong siêu thị hoặc làm sẵn để nấu nướng.

### Colombia
Các kiểu Schnitzel được gọi là chuleta ở Colombia. Chúng bao gồm các miếng thịt gà, thịt bê mỏng hoặc chủ yếu là thịt lợn, phủ bột và chiên giòn. Chuleta là một món ăn truyền thống của vùng Valle del Cauca.

### Croatia
Ở Croatia, món ăn được gọi là Bečki odrezak (šnicl) (Bečki = "kiểu Vienna"; šnicl = phiên âm của Schnitzel) và nó được làm từ thịt lợn và ăn kèm với khoai tây chiên. Trang trí phổ biến bao gồm một lát chanh hoặc một ít rau diếp. Một món ăn tương tự được gọi là Zagrebački odrezak (šnicl) (một biến thể của cordon bleu).

### Cộng hòa Séc
Schnitzel cũng rất phổ biến ở Cộng hòa Séc, nơi nó được gọi là smažený ízek hoặc ngắn gọn là řízek và được làm từ thịt lợn, thịt gà hoặc thịt bê. Nó thường được phục vụ với khoai tây luộc hoặc nghiền hay salad khoai tây. Nó cũng được sử dụng và ở một mức độ nào đó vẫn là một bữa trưa đóng gói điển hình cho các chuyến đi trong ngày, khi nó được ăn chung với bánh mì (thường là được kẹp giữa hai lát bánh mì như một bánh sandwich). Trong thời kỳ cộng sản, một loại phô mai cứng chiên giòn có tên là smažený sýr (nghĩa đen là "phô mai chiên") trở nên phổ biến, chủ yếu là trong giới trẻ và sinh viên, đặc biệt là ăn kèm với xốt tartar, một lát chanh và khoai tây mới luộc với bơ lỏng và rau mùi tây.

### Đan Mạch
Ở Đan Mạch, món ăn được gọi là skinkeschnitzel khi được làm từ thịt lợn và wienerschnitzel khi được làm từ thịt bê, và thường được ăn kèm với khoai tây chiên, nước sốt thịt, đậu xanh hoặc đậu Hà Lan, và một "cậu bé" (dreng trong tiếng Đan Mạch) bao gồm một lát chanh với bạch hoa, cải ngựa và một lát cá cơm.

### Ai Cập
Ở Ai Cập, món ăn này được gọi là "gà pané" hoặc "فراخ بانى" trong tiếng Ả Rập và thường được phục vụ với một biến thể lasagne của Ai Cập gọi là "macarona béchamel" hoặc "مرونة بشاميل" trong tiếng Ả Rập. Nó cũng phổ biến với khoai tây chiên kẹp trong bánh sandwich hoặc ăn một mình như một món khai vị.

### Phần Lan
Ở Phần Lan, món ăn có tên gọi là Viennainleike ("Vienna cutlet"), hầu như luôn được làm từ thịt lợn, tẩm bột và chiên như món gốc. Nó thường được phục vụ với khoai tây chiên, khoai tây nghiền hoặc khoai tây cắt nhỏ. Một lát chanh, một lát cá cơm và một vài nụ bạch hoa được đặt trên đỉnh của cốt lết. Thông thường các món ăn bao gồm một lượng nhỏ salad làm từ rau quả tươi. Món ăn này rất phổ biến giữa cuối Thế chiến thứ hai và những năm 1990 khi nó xuất hiện ở hầu hết các nhà hàng bình dân ở Phần Lan. Trong những thập kỷ qua, sự phổ biến của nó đã giảm đi bởi sự phát triển của thức ăn nhanh.
Wieninleike và các biến thể của nó vẫn là một thực đơn chính trong nhiều nhà hàng ăn uống phi dân tộc hoặc nhà hàng cao cấp ở Phần Lan. Nhà hàng ăn trưa, điểm dừng chân trên đường cao tốc và nhà hàng ở trạm xăng được liên kết nổi bật nhất với loại thực đơn này ở Phần Lan.
- Wieninleike thường được phục vụ với lát chanh, cá cơm và bạch hoa
- Floridanleike ăn kèm với đào chiên và ăn kèm với sốt Béarnaise
- Havaijinleike ăn kèm với dứa chiên
- Holsteininleike ăn kèm với trứng, cá cơm và bạch hoa
- Metsästäjänleike ăn kèm với sốt nấm
- Oskarinleike ăn kèm với sốt choron, tôm hoặc tôm hùm và măng tây
- Oopperaleike ăn kèm với trứng chiên
- Sveitsinleike chứa đầy giăm bông hun khói và pho mát Emmental

Thông thường các món ăn ở trên được chế biến từ thịt lợn.

### Pháp
Pariser schnitzel tương tự như Wiener Schnitzel nhưng được xay và chiên trong bột trứng thay vì sử dụng vụn bánh mì.

### Đức
Ở Đức, thuật ngữ Schnitzel có nghĩa là cốt lết nói chung, không chỉ là bánh mì, chiên.

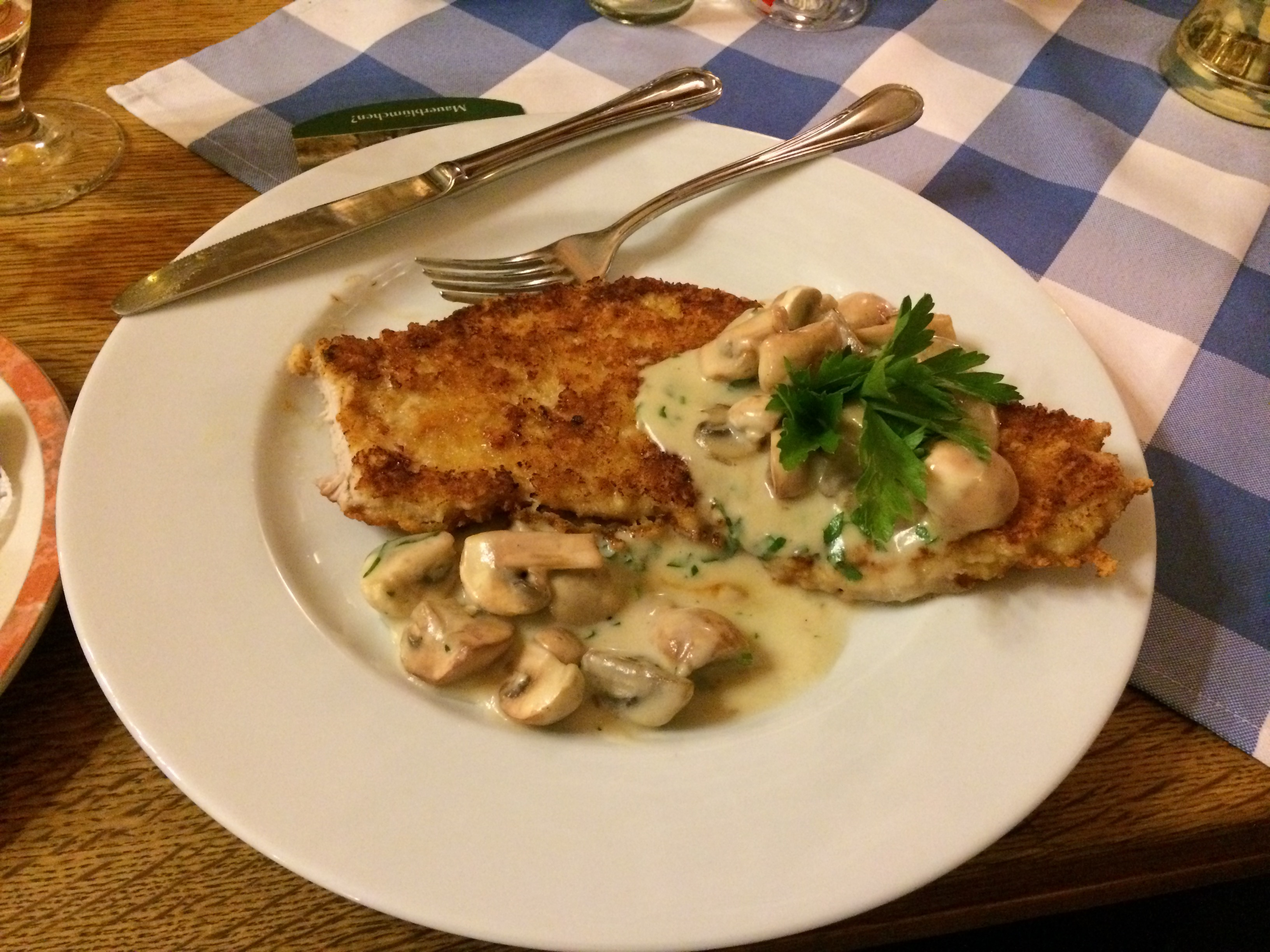
Jägerschnitzel được phục vụ tại một nhà hàng Đức.

- Jägerschnitzel (schnitzel của thợ săn) là schnitzel với sốt nấm. Tùy thuộc vào khu vực ở Đức và sở thích cá nhân, nó có thể hoặc không được tẩm bột. (Jägerschnitzel cũng có thể đề cập đến một biến thể Đông Đức được làm từ Jagdwurst có nguồn gốc từ Đông Đức cũ.)
- Schnitzel Wiener Art không được làm từ thang cuốn thịt bê mà thay vào đó là một lát thịt lợn giòn, tẩm bột và chiên được nấu theo cùng một kiểu. Nó chủ yếu được phục vụ cùng với khoai tây chiên và một lát chanh.
- Münchner Schnitzel (schnitzel Munich) là một biến thể của Wiener Schnitzel được chế biến với cải ngựa và/hoặc mù tạt trước khi phủ trong vụn bột, trứng và bánh mì.
- Rahmschnitzel (kem schnitzel) là một loại schnitzel với sốt kem, thường chứa một số nấm.
- Zigeunerschnitzel (gypsy schnitzel) là một schnitzel với nước sốt zigeuner có chứa cà chua, ớt chuông và hành tây. Schnitzel này còn được gọi là Paprikaschnitzel (schnitzel ớt chuông), Schnitzel Balkan-Art (schnitzel kiểu Balkan) hoặc Schnitzel Budapester Art (schnitzel kiểu Budapest). Giống như thuật ngữ tiếng Anh "gypsy", thuật ngữ Zigeuner bị một số người Romani coi là xúc phạm.

### Hungary

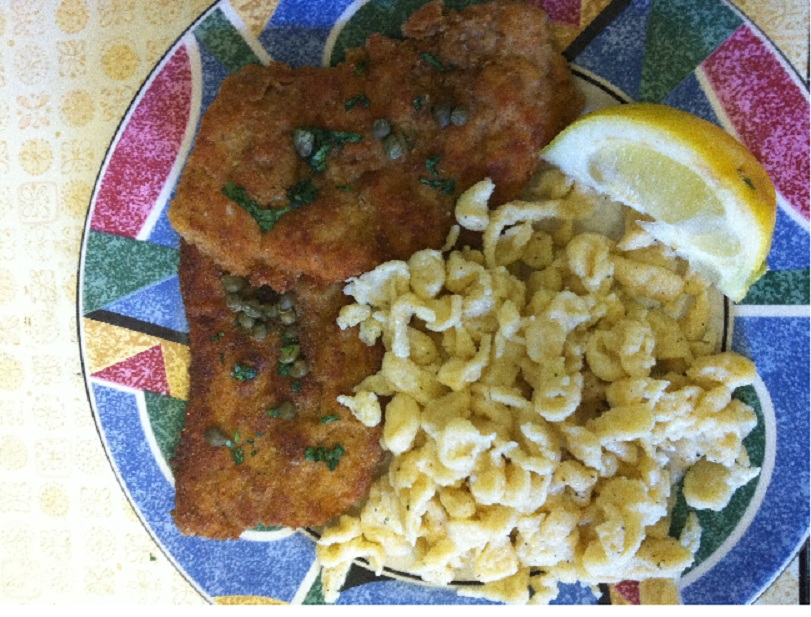
Schnitzel Hungary với nokingli

Do ảnh hưởng mạnh mẽ của Áo trong thời đại Áo-Hung, Wiener schnitzel rất phổ biến ở Hungary và được gọi là bécsi szelet (lát Vienna), borjú bécsi (thịt bê Vienna) hoặc rántott hús (thịt tẩm bột). Nó được phục vụ trong các nhà hàng và là một bữa ăn phổ biến trong các gia đình Hungary. Nó cũng thường được chuẩn bị vào Chủ nhật hoặc cho các lễ hội với spätzle, khoai tây chiên, khoai tây nghiền, hoặc cơm. Ngoài ra, đậu xanh hoặc các loại rau khác được sử dụng làm món ăn phụ. Bánh mì và salad (hoặc dưa chua) thường đi kèm với bữa ăn. Một số nhà hàng cung cấp biến thể cordon bleu, một lát schnitzel cuộn và chứa đầy phô mai và giăm bông.

### Iran

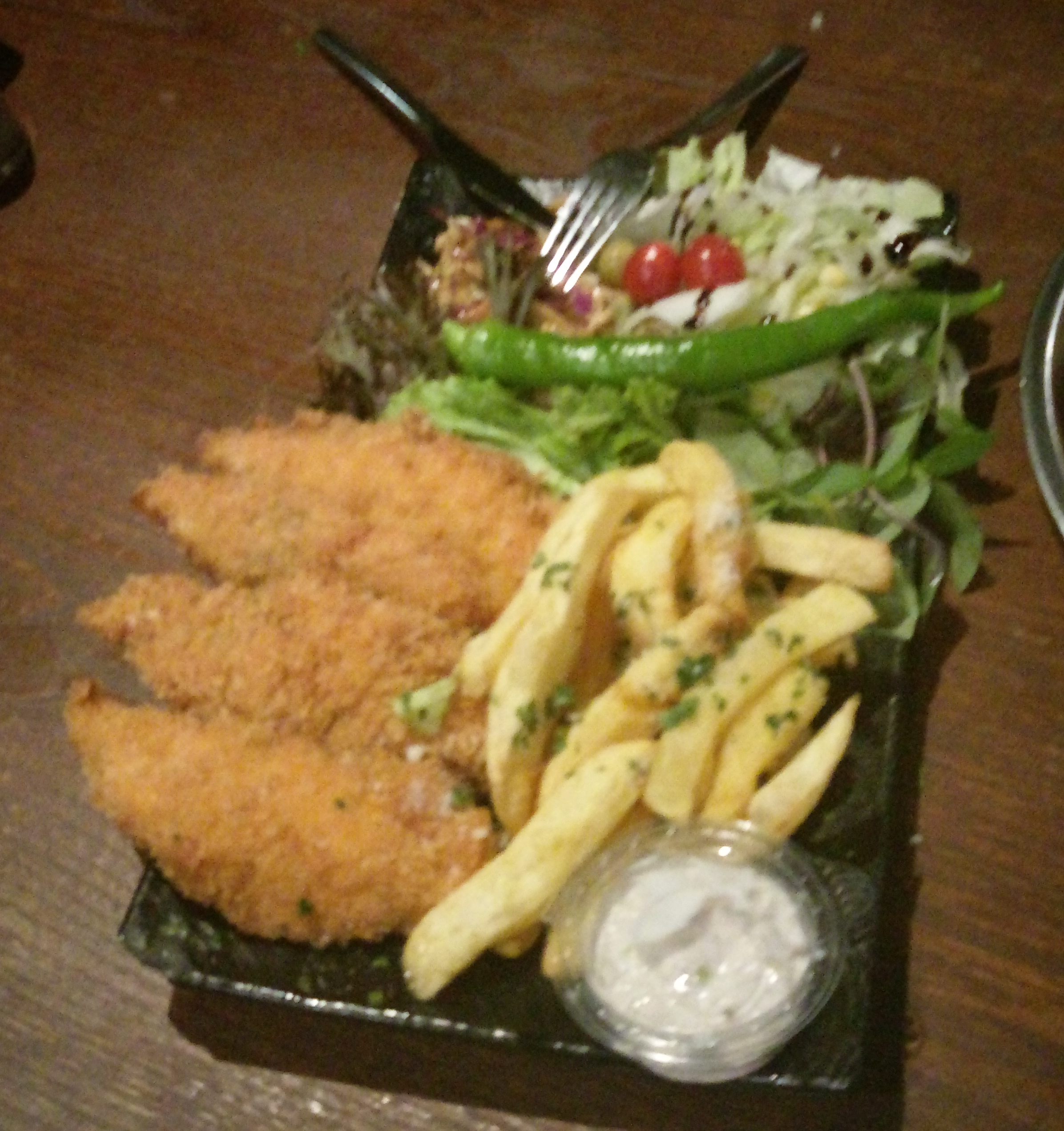
Schnitzel khi được phục vụ tại một nhà hàng Iran

Schnitzel phổ biến ở Iran và được gọi là shenitsel (tiếng Ba Tư: شنیتسل)). Được cho là đã được giới thiệu ở Ba Tư qua các Thế chiến, shenitsel thường dày hơn, to hơn, cay hơn và được chiên với bánh mì giòn hơn so với schnitzel tiêu chuẩn. Nó thường được phục vụ với chanh, khoai tây chiên và nhiều loại rau luộc.
Một món ăn khác của Iran, kotlet (tiếng Ba Tư: کتلت), không nên nhầm lẫn với shenitsel. Chúng là những miếng nhỏ hình bầu dục được làm bằng cách chiên ngập hỗn hợp thịt xay, hành tây, khoai tây và rau thơm.

### Israel

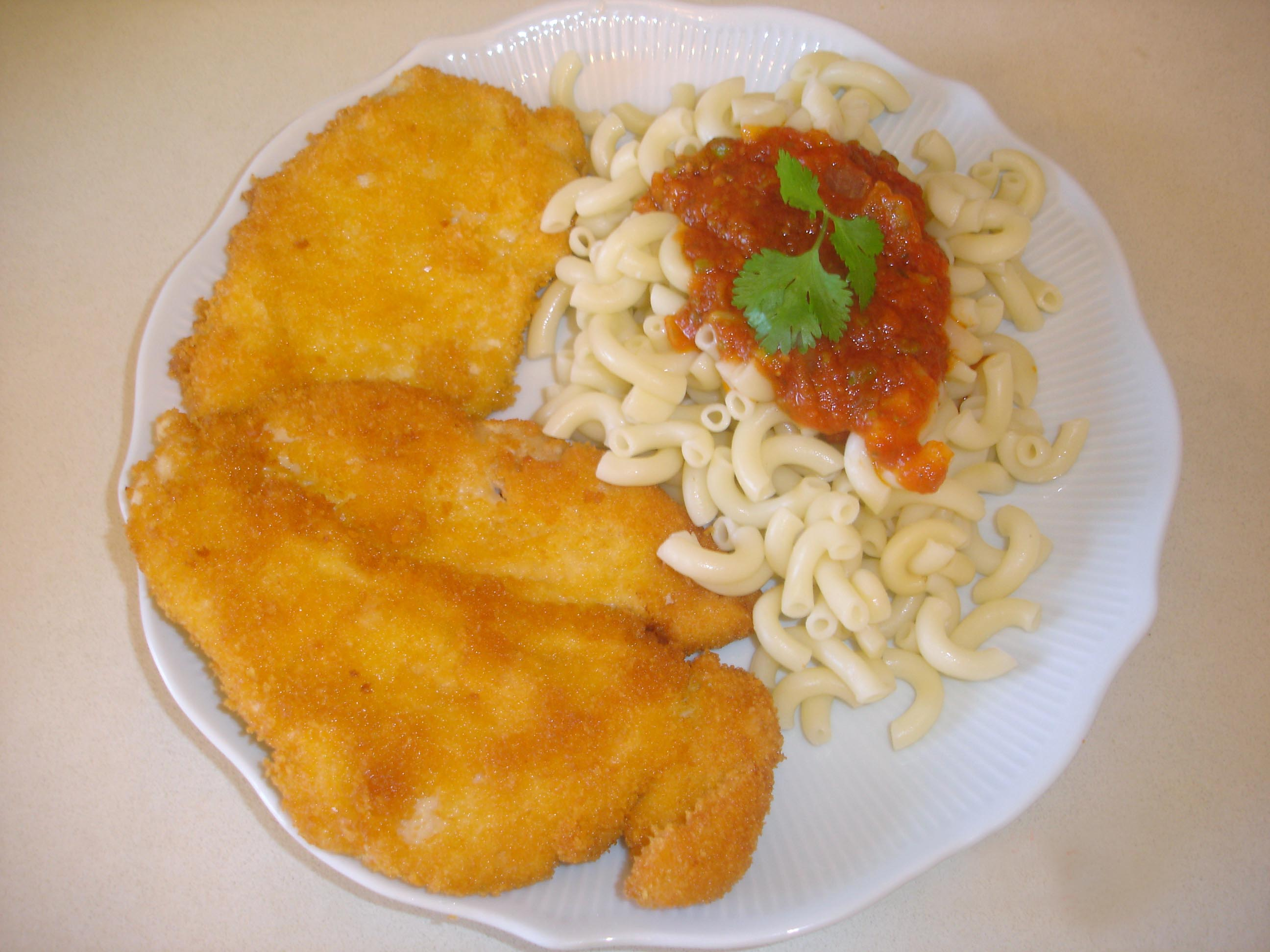
Schnitzel Israel

Ở Israel, món ăn được gọi là Schnitzel (tiếng Hebrew: שניצל, shnitsel). Đó là một món ăn phổ biến trong ẩm thực Israel. Thịt thường là ức gà hoặc gà tây, phù hợp với luật kashrut, cấm thịt lợn. Ngoài ra, bơ đã lọc , chất béo nấu ăn ưa thích với Wiener Schnitzel của Áo, không thể chấp nhận được khi sử dụng kosher, vì đây là sản phẩm sữa bị cấm sử dụng với thịt. Do đó dầu thực vật được sử dụng. Trước khi chiên, schnitzel được phủ một hỗn hợp trứng đánh và vụn bánh mì, đôi khi được ướp với Paprika hoặc hạt vừng. Schnitzel của Israel thường được ăn kèm với khoai tây nghiền, khoai tây chiên, cơm hoặc mì ống, kèm theo sốt cà chua, hummus hoặc salad Israel.
Schnitzel truyền thống được người Do Thái Ashkenazi mang từ châu Âu đến Israel. Trong những năm đầu tiên của nhà nước Israel, thịt bê không thể kiếm được và thịt gà hoặc gà tây đã được chứng minh là những thứ thay thế rẻ tiền và ngon miệng. Schnitzel đóng gói có sẵn rộng rãi ở quầy thực phẩm đông lạnh trong hầu hết các siêu thị. Một số schnitzel đông lạnh là các miếng tẩm bột làm từ thịt gà hoặc thịt gà tây chế biến, không phải toàn bộ ức gia cầm.
Schnitzel cũng được bán trong bánh pita, cùng với hummus, khoai tây chiên và salad rau, theo cách tương tự như falafel. Nhiều quầy falafel cũng cung cấp schnitzel trong một pita.

### Nhật Bản
Tonkatsu (豚カツ lit. "thịt heo cốt lết") Nhật Bản bao gồm một miếng thịt lợn dẹt, nêm nhẹ, phủ bột, nhúng trứng đánh bông, phủ vụn panko và chiên giòn. Tonkatsu thường được phục vụ như một món ăn kèm với ramen hoặc udon hoặc đặc trưng với cà ri và cơm.

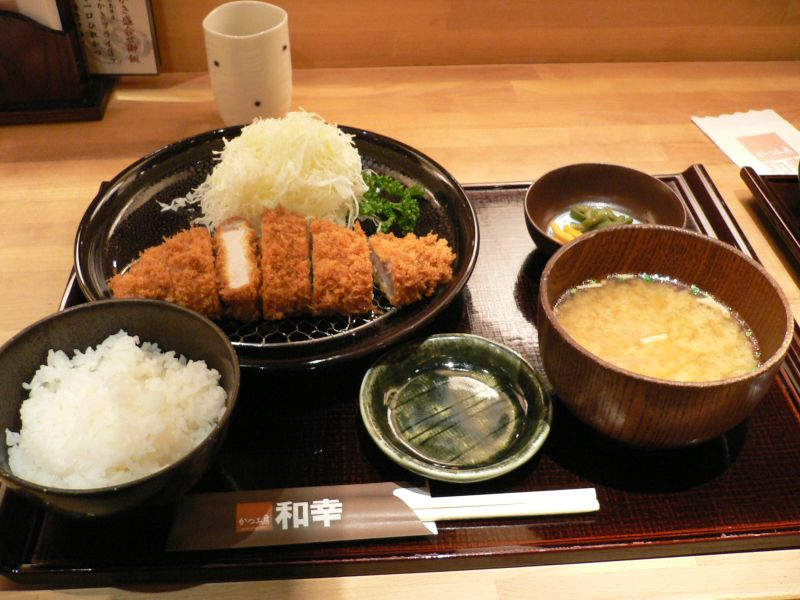
Tonkatsu

Thịt lợn tonkatsu được phát minh ở Nhật Bản vào năm 1899 tại nhà hàng Rengatei ở Tokyo. Ban đầu nó được coi là một loại ẩm thực của Châu Âu phiên bản Nhật Bản được phát minh vào cuối thế kỷ 19 và đầu thế kỷ 20 và được gọi là katsuretsu (cốt lết) hoặc đơn giản là katsu. Biến thể bao gồm việc sử dụng phi lê thịt lợn (Hirekatsu), gà (Tori katsu), thịt bò (gyūkatsu), giăm bông (hamukatsu) và thịt băm (menchi katsu).

### Hàn Quốc
Trong Ẩm thực Triều Tiên, thịt lợn (donkaseu, từ tonkatsu Nhật Bản), thịt gà (chikinkaseu) và thịt bò (bipkaseu) là phổ biến. Các loại donkaseu phổ biến nhất là "kyeongyangsik" (경양식; kiểu phương Tây) và "ilbonsik" (일본식; kiểu Nhật).

### Mỹ La-tinh
Ở các nước Mỹ Latinh, món ăn này được gọi là milanesa.

### Argentina

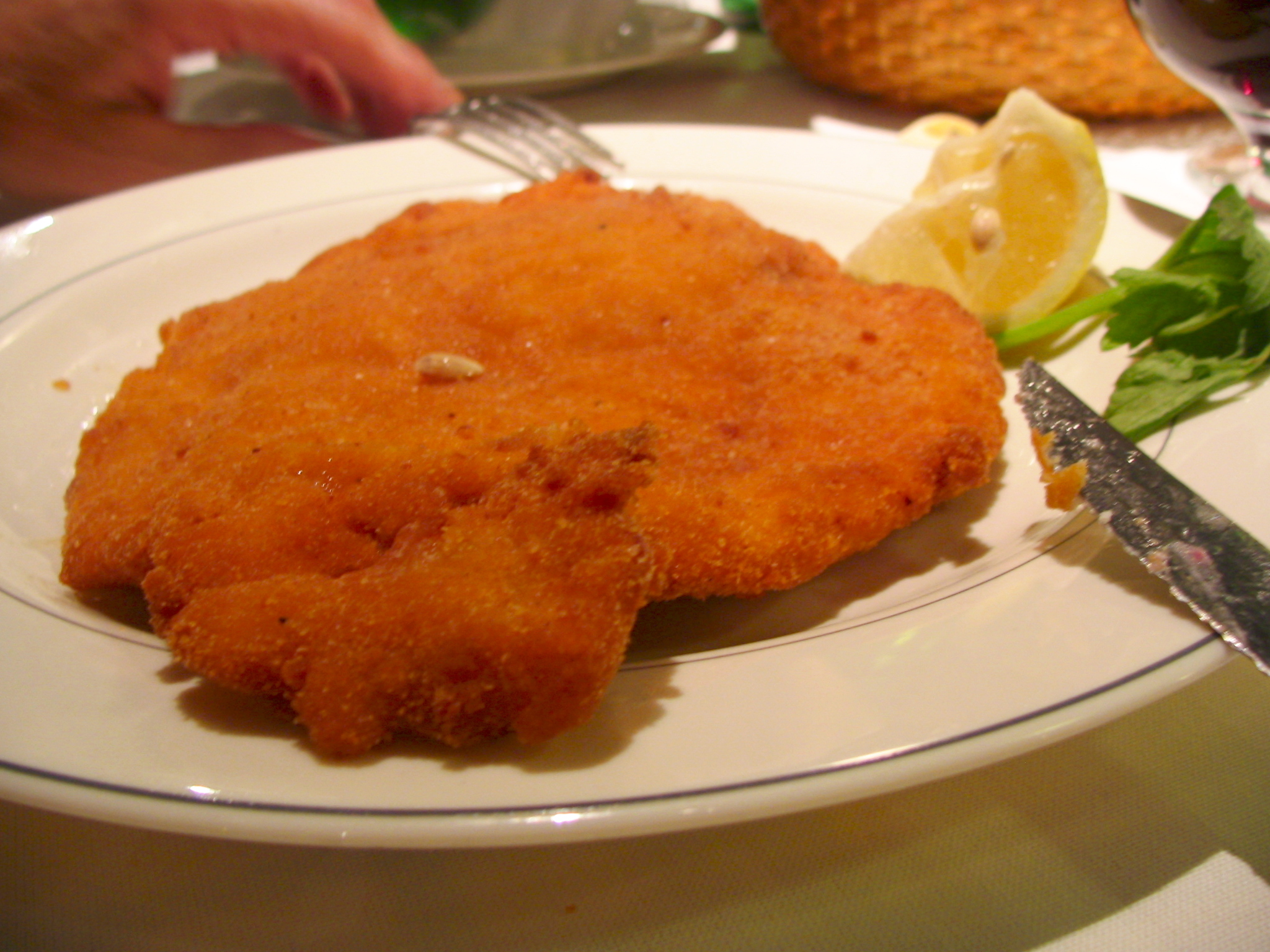
Milanesa của Mexico

Ở Argentina, món ăn này được gọi là milanesa hoặc carne empanizada. Nó bao gồm một lát thịt bò mỏng, thịt gà, thịt bê hoặc đôi khi thịt lợn và thậm chí có cả cà tím hoặc đậu nành. Mỗi miếng được nhúng vào trứng đánh bông, nêm muối và các thành phần khác theo khẩu vị của đầu bếp (như rau mùi tây và tỏi). Mỗi miếng sau đó được nhúng vào vụn bánh mì (hoặc đôi khi là bột mì) và chiên trong dầu, mỗi lần một miếng. Một số người thích sử dụng rất ít dầu và sau đó nướng chúng trong lò vì cho rằng như vậy tốt cho sức khỏe hơn.

### Namibia
Schnitzel thịt gà và thịt lợn đều phổ biến ở Namibia do trong quá khứ là thuộc địa của Đức. Phần lớn các nhà hàng ở Windhoek, Walvis Bay và Swakopmund đều có món này. Chúng thường được phủ một quả trứng rán và kèm theo salad khoai tây. Chúng cũng thường được kẹp trong một Brötchen (bánh sandwich cuộn của Đức) với cà chua, phô mai và các loại nước sốt khác.

### Hà Lan
Ở Hà Lan và Bỉ, schnitzel hầu hết được làm từ thịt lợn và ăn kèm với khoai tây chiên và salad rau. Zigeunerschnitzel (ăn kèm với paprika) và Cordon bleu rất phổ biến. Một biến thể điển hình của Hà Lan là gehaktschnitzel, một loại schnitzel làm từ thịt băm. Ở Hà Lan, mỗi người bán thịt đều có những biến thể của riêng mình.

### Bắc Macedonia
Tại Cộng hòa Bắc Macedonia, món ăn được gọi là шницла (shnitzla) là một miếng thịt lợn được ướp với muối và hạt tiêu đen, tẩm bột và chiên. Thông thường, nó được phục vụ với khoai tây nghiền hoặc chiên với salad xanh trang trí.

### Ba Lan
Kotlet schabowy là một công thức cổ điển và phổ biến nhất cho thịt lợn không xương hoặc thịt thăn lợn. Nó cũng có thể được làm từ thịt gà.

### Bồ Đào Nha
Ở Bồ Đào Nha, schnitzel được gọi là bife panado hoặc chỉ panado ("tẩm bột"). Các loại panado khác nhau có thể được làm với thịt gà (panado de frango), gà tây (panado de peru), thịt lợn (costeleta panada cho thịt lợn, febra panada cho thịt lợn không xương) hoặc thịt bê (escalope de vitela panado). Thịt thường được ướp với hạt tiêu đen, tỏi và nước chanh. Nó thường được phục vụ với spaghetti, khoai tây chiên hoặc cơm (cơm không hoặc có đậu). Nó cũng thường được dùng chung với bánh sandwich, được kẹp với rau diếp (sandes de panado).

### Romania
Snițel của Romania  (phát âm ['ʃni.t͡sel]) rất phổ biến trong các nhà hàng, địa điểm ăn nhanh và ở nhà trên toàn quốc. Thông thường được phục vụ đơn giản và không được trang trí, phiên bản thức ăn nhanh được phân biệt bằng cách phục vụ kiểu bánh sandwich / burger. Snițel Cordon bleu (làm từ thịt lợn thăn nhồi phô mai và giăm bông) cũng rất phổ biến. Snițel của Romania được làm theo cách tương tự như người Áo, nhưng mang đặc tính địa phương khi được làm từ hầu hết mọi loại thịt (thịt gà, thịt lợn, thịt bê hoặc thịt bò).
Một đặc sản từ miền tây Romania là mosaic șnițel được làm bằng hai lớp thịt mỏng (thường là mỗi lớp thịt khác nhau) và một loại rau (thường là nấm). Cũng là một công thức cho șnițel de ciuperci, một món rán nấm, là phổ biến.

### Nga
Ở Nga, món ăn được gọi là отбивная (otbivnaya), có nghĩa đen là một miếng thịt đã được đập. Ẩm thực Nga có các công thức nấu ăn schnitzel được chế biến từ thịt lợn cũng như thịt bò, thịt bê và thịt gà.

### Serbia
Ở Serbia, schnitzel được gọi là bečka šnicla (schnitzel kiểu Vienna). Một truyền thuyết của người dân địa phương nói rằng món ăn có nguồn gốc từ Serbia chứ không phải ở Áo nhưng không ai có thể chắc chắn được. Ở Serbia, từ schnitzel được sử dụng để mô tả bất kỳ loại cốt lết nào, không chỉ thịt tẩm bột.

### Slovakia
Schnitzel rất phổ biến ở Slovakia - một quốc gia giáp với Áo, nơi nó được gọi là vyprážaný rezeň hoặc đơn giản là rezeň (ở miền Tây thông thường cũng gọi là schnitzel). Nó thường được làm từ thịt lợn hoặc thịt gà và thường được ăn kèm với khoai tây chiên (không gọt vỏ), khoai tây luộc, khoai tây nghiền, khoai tây chiên (đặc biệt là trong căng tin), salad khoai tây hoặc cơm.

### Slovenia
Schnitzel được gọi là dunajski zrezek, có nghĩa là các loại thịt băm kiểu Vienna (Vienna là Dunaj trong tiếng Slovenia). Nó được phục vụ với dưa cải bắp và khoai tây luộc. Các nhà hàng phục vụ món ăn này có thể được tìm thấy trên khắp đất nước mặc dù thông thường nó được làm từ thịt lợn hoặc thịt gà. Ở Slovenia, schnitzel chứa đầy prosciutto và phô mai được gọi là ljubljanski zrezek.

### Nam Phi
Schnitzel phổ biến ở Nam Phi do các di sản châu Âu ở nước này. Schnitzel gà và schnitzel cordon bleu là một món phổ biến trong hầu hết các thực đơn nhà hàng và bệnh viện và trong những năm gần đây, schnitzel thịt bò và thịt lợn cũng đã trở nên phổ biến.

### Tây Ban Nha
Schnitzel ở Tây Ban Nha là Escalope. San Jacobo (thông thường) hoặc cachopo (ở miền bắc Tây Ban Nha) thường được làm bằng thịt bê hoặc thịt lợn nhồi với giăm bông và phô mai. Trong nhiều thế hệ, nó đã được thưởng thức cùng với khoai tây chiên trong các buổi dã ngoại gia đình ở nông thôn.

### Thụy Điển
Ở Thụy Điển, món ăn được gọi là schnitzel hoặc Wienerschnitzel và được làm phổ biến nhất là thịt lợn, thường được trang trí với một vòng tròn đầy bạch hoa của cá cơm thật hoặc ansjovis "giả" của Thụy Điển (được làm bằng các loại cá thuộc họ cá trích cơm ướp nước muối cô đặc). Nó được ăn kèm với cơm, khoai tây chiên hoặc khoai tây luộc và đậu xanh.

### Thụy Sỹ
Schnitzel, Schnipo, Wienerschnitzel và Rahmschnitzel đều là những món ăn phổ biến ở Thụy Sĩ. Schnipo (một sự kết hợp schnitzel và khoai tây chiên) khá phổ biến. [12] Phiên bản Rahmschnitzel được làm bằng thịt bê hoặc thịt lợn và phủ sốt kem, đôi khi có cả nấm. Biến thể cordon bleu của schnitzel - hai lát schnitzel (hoặc một túi) chứa đầy phô mai như Emmentaler hoặc Gruyere và một lát giăm bông - cũng phổ biến ở Thụy Sĩ. Ngoài ra, "Walliser Schnitze" là một biến thể trong đó thịt không được tẩm bột nhưng được chiên trong dầu và sau đó phủ sốt cà chua và phô mai Raclette.

### Thổ Nhĩ Kỳ
Ở Thổ Nhĩ Kỳ, món ăn được đánh vần là schnitzel, şinitzel hoặc şnitzel và được phát âm theo cách tương tự như tiếng Đức. Nó được làm từ thịt gà và thường được ăn kèm với cơm, khoai tây chiên hoặc mì ống. Đôi khi, nó có thể có phô mai nướng trong đó. Nó thường được nấu ở nhà vì nó là một loại thực phẩm dễ làm nhưng một số nhà hàng cũng có phục vụ món này.

### Ukraine
Ở Tây Ukraine (trước đây là Vương quốc Galicia và Lodomeria thuộc nhà Habsburg), nó được biết đến với cái tên shnitsel; ở phần còn lại của đất nước, nó được gọi là vidbyvna. Nó thường được làm bằng thịt lợn hoặc đôi khi là thịt gà.

### Vương quốc Anh
Parmo, hay Teesside Parmesan, là một loại schnitzel phổ biến ở Middlesbrough, Teesside và là một loại thực phẩm mang đi phổ biến ở Đông Bắc nước Anh. Nó bao gồm một miếng thịt gà hoặc thịt lợn tẩm bột với sốt béchamel trắng và phô mai, thường là phô mai cheddar.

### Hoa Kỳ
Bánh mì thịt lợn thăn, phổ biến ở vùng Trung Tây, được làm từ thịt thăn lợn tẩm bột và rất giống với schnitzel. Đặc biệt ở các bang miền Nam, bít tết gà rán, còn được gọi là bít tết chiên đồng quê, là tên gọi khác của schnitzel. Nó thường được phục vụ với nước sốt thịt trắng.

## Món ăn tương tự
Các biến thể khác của schnitzel không nhất thiết phải được làm bằng vụn bánh mì, bao gồm:
- Escalope: Một miếng thịt không xương đã được làm mỏng bằng cách sử dụng một cái vồ, trục cán hoặc đập bằng tay cầm của con dao, hoặc chỉ đơn giản là 'làm dẹp'. Mặc dù nó thường là một miếng thịt mỏng hơn so với schnitzel, thịt của Escalope cũng thường được phủ bột, đánh trứng và vụn bánh mì, sau đó chiên.
- Cordon bleu: Cordon bleu là một miếng thịt được giã mỏng nhồi với phô mai và giăm bông.
- Valdostana: Rất giống với cordon bleu, nhưng phô mai và giăm bông không ở bên trong mà ở trên cùng, món ăn này là từ một vùng núi cao ở Ý, Thung lũng Aosta.
- Gà Kiev là ức gà không có vỏ bọc cuộn quanh bơ và đôi khi là tỏi, sau đó được tẩm bột và nấu theo cách tương tự như Cordon Bleu.
- Milanesa Napolitana: Biến thể River Plate này, rất phổ biến ở Argentina và Uruguay, được làm từ một loại thịt bò hầm với giăm bông, sốt marinara (cà chua và tỏi) và mozzarella địa phương, sau đó nướng để làm tan chảy phô mai. Món này thường được ăn kèm với khoai tây chiên.
- Thịt sườn lợn chiên xù Hải Nam Singapore: Phục vụ trong nước thịt với cà chua, khoai tây xắt, hành tây và đậu Hà Lan, nó có thể được thưởng thức với cơm trắng và tương ớt.
- Piccata là thịt tẩm bột chiên xù như schnitzel.
- Gà lắc là thịt ức gà cắt mỏng tẩm bột và chiên tương tự như schnitzel.
- Bít tết gà rán là một miếng thịt cắt thành tảng được phủ bột nêm và áp chảo. Phổ biến ở miền Nam Hoa Kỳ, nó thường được phục vụ trong nước thịt trắng.
- Parmo phổ biến ở vùng đông bắc nước Anh, đặc biệt là Teesside; nó được bao phủ trong nước sốt bechamel và ăn kèm với khoai tây chiên và salad.
- (Cotoletta alla) Milanese Một món ăn rất giống với Wiener Schnitzel nhưng được chiên trong bơ thay vì dầu thực vật.

## Thư viện ảnh

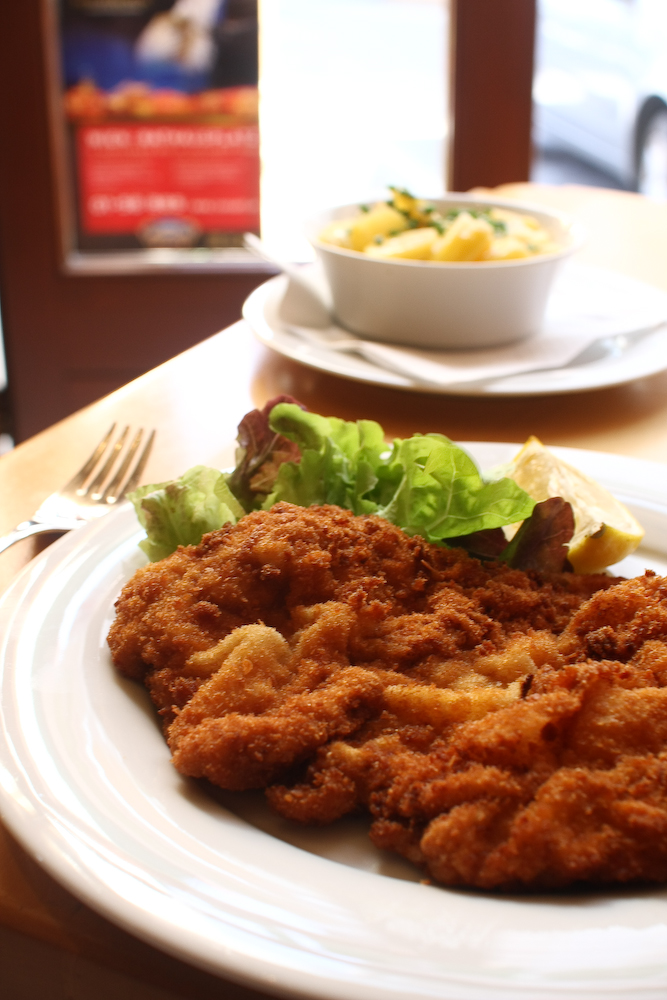
Wiener schnitzel  từ thịt bê, khi được phục vụ ở Vienna
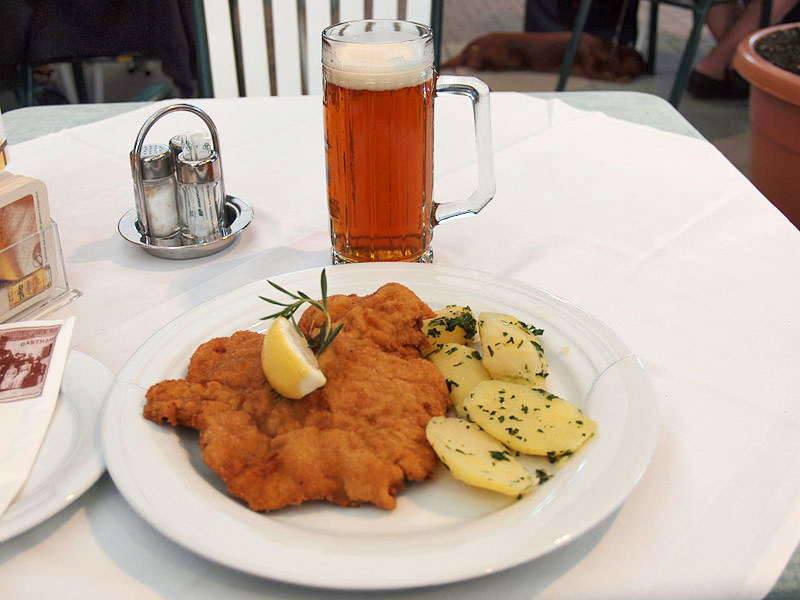
Wiener Schnitzel  được phục vụ tại Carinthia, Áo
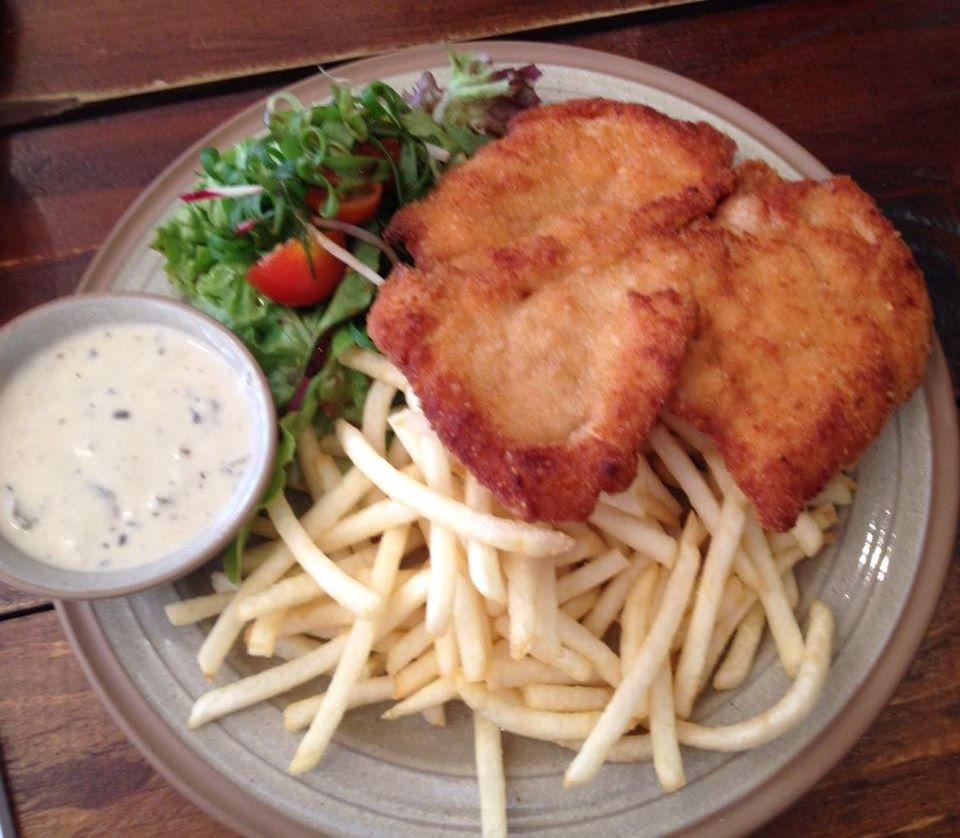
Schnitzel gà với khoai tây chiên và salad
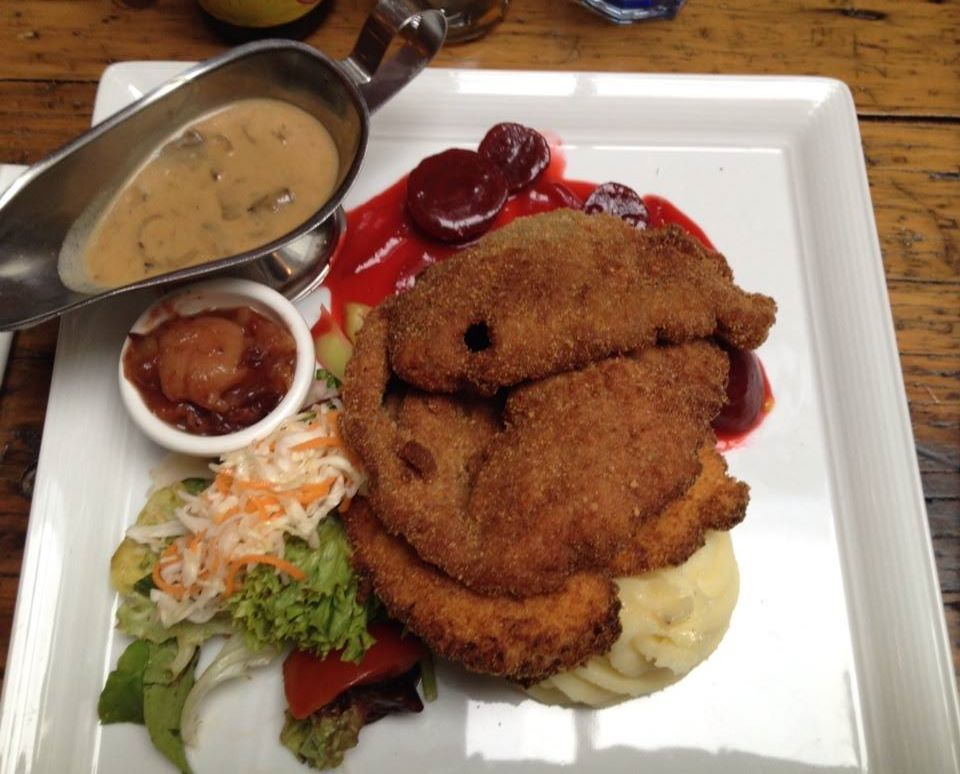
Đĩa Schnitzel bao gồm thịt bê, thịt lợn và thịt gà hầm, ăn kèm với khoai tây nghiền, củ cải đường, sốt kem nấm và salad phụ
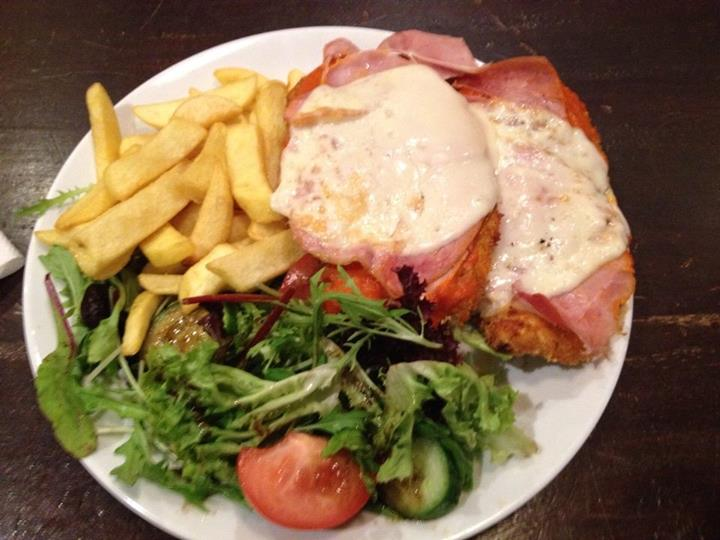
Schnitzel Thụy Sĩ, ăn kèm với khoai tây chiên và salad phụ
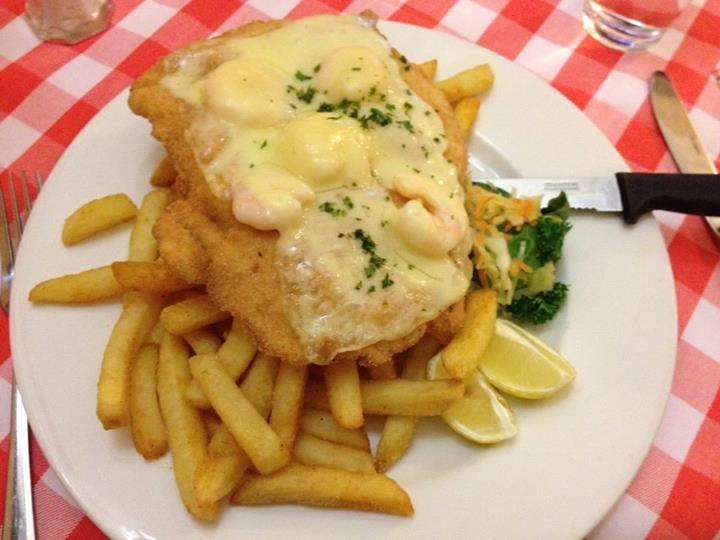
Schnitzel tôm thịt: một schnitzel gà với tôm đặt trên và ăn kèm với khoai tây chiên
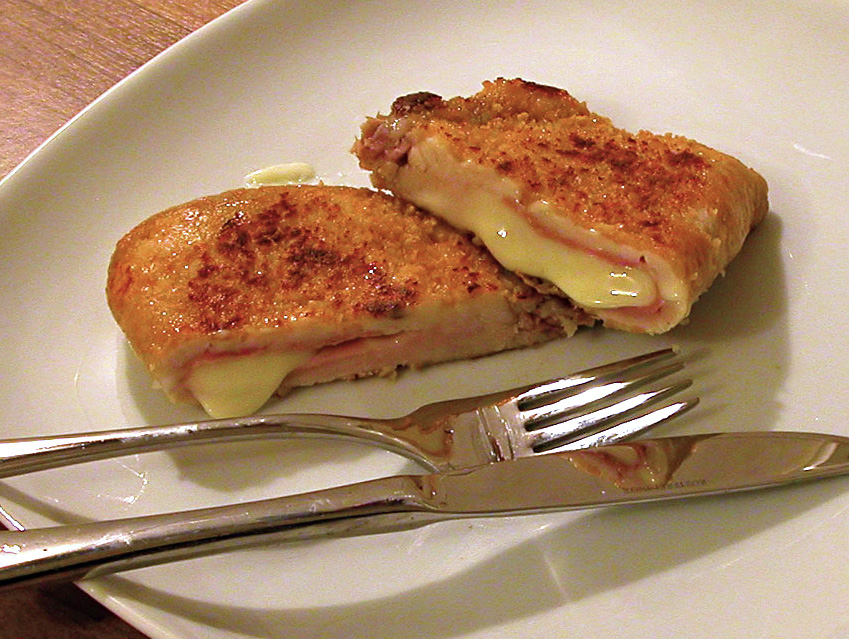
Schnitzel cordon bleu